# Vincent Strouhal
Vincent Strouhal (Čeněk Strouhal, né le 10 avril 1850 – mort le 26 janvier 1922) est un physicien tchécoslovaque spécialisé en physique expérimentale. Il est l'un des fondateurs du département de physique de l'université Charles de Prague. On a nommé en son honneur le concept de nombre de Strouhal ainsi que l'astéroïde (7391) Strouhal.